# Grundrechtsfähigkeit
Unter Grundrechtsfähigkeit versteht man die Fähigkeit, Träger von Grundrechten zu sein. Insoweit ist die Grundrechtsfähigkeit ein Spezialfall der Rechtsfähigkeit.
Uneingeschränkt grundrechtsfähig sind alle natürlichen Personen. Nach Art. 19 Abs. 3 GG sind auch inländische juristische Personen grundrechtsfähig, soweit die Grundrechte ihrem Wesen nach nicht nur auf natürliche Personen anwendbar sind. Das sind vor allem die höchstpersönlichen Rechte. Juristische Personen können sich aber auf die allgemeine Handlungsfreiheit berufen, die Wirtschaftsfreiheiten, die Kommunikationsfreiheiten oder den Gleichheitssatz. Das gilt grundsätzlich auch für ausländische juristische Personen mit Sitz in der Europäischen Union, nicht jedoch für inländische juristische Personen des öffentlichen Rechts.
Das Rechtssubjekt, das grundrechtsfähig ist, oder speziell das Rechtssubjekt, das Träger eines bestimmten Grundrechts ist, wird als Grundrechtsträger bezeichnet.
Soweit es sich um die Trägerschaft in Bezug auf ein bestimmtes Grundrecht handelt, also dessen persönlichen Schutzbereich, ist dagegen die Bezeichnung als Grundrechtsberechtigung oder Grundrechtsträgerschaft üblich. Die Fähigkeit, Grundrechte selber wahrzunehmen, wird Grundrechtsmündigkeit genannt.
Nicht grundrechtsfähig sind Tote: mangels Rechtsfähigkeit können sie nicht Träger subjektiver Rechte sein. Das schließt aber nicht aus, dass objektiv-rechtliche Schutzpflichten zu ihren Gunsten eingreifen. So hat das Bundesverfassungsgericht entschieden, dass Tote zwar nicht mehr Träger eines Persönlichkeitsrechts sind, die Verpflichtung des Staates zum Schutz der Menschenwürde aber nicht mit dem Tod endet (BVerfGE 30, 173, 174 – "Mephisto"). Es bestehen also – mit zunehmender Entfernung zum Todeszeitpunkt schwächer werdende – Schutzpflichten, nicht aber korrespondierende Rechte.
Ob der ungeborene Mensch ("nasciturus") Träger von Grundrechten sein kann, ist dagegen umstritten. Das Bundesverfassungsgericht hat lediglich entschieden, dass die Grundrechte in ihrem objektiven Gehalt als Schutzpflichten des Staates auch das ungeborene Leben schützen können. Inwieweit aber mit dieser Verpflichtung ein subjektives Recht des heranwachsenden Menschen korrespondiert, wurde offengelassen und wird demnach in der Literatur nicht einheitlich beurteilt (vergleiche dazu: Recht auf Leben).
Nicht grundrechtsfähig ist der Staat im weitesten Sinne, also Gesetzgebung, Rechtsprechung und Verwaltung (Art. 1 Abs. 3 GG), und zwar unabhängig davon, ob es sich um hierarchische Verwaltung handelt oder um rechtlich verselbständigte (Gemeinden, Landkreise, Kammern). Der Staat nämlich ist gerade Adressat der Grundrechte, also grundrechtsverpflichtet: er hat die geschützten Freiräume der grundrechtsberechtigten Bürger zu achten. Könnte auch er sich auf Grundrechte berufen, würden sie dem Bürger keine Freiräume gewähren, sondern dem Staat neue Eingriffsmöglichkeiten eröffnen.
Gleiches gilt für den Amtsträger in Wahrnehmung hoheitlicher Aufgaben. Auch dieser kann sich in seiner Eigenschaft als Vertreter der besonderen Organe der Gesetzgebung, der vollziehenden Gewalt und der Rechtsprechung im Sinne des Art. 20 Abs. 3 GG und als Grundrechteverpflichteter gemäß Art. 1 Abs. 3 GG gegenüber anderen Grundrechtsträgern nicht auf eigene Grundrechte berufen, da er, wie der Staat selbst, an die Grundrechte der Grundrechtsträger als unmittelbar geltendes Recht gebunden ist, und diese nicht als Abwehrrechte gegen andere Grundrechtsträger einsetzen kann. Grundrechte von Amtsträgern gelten ausnahmslos gegenüber dem Staat selbst.